# Blaue Gans
Die Blaue Gans ist ein Menhir bei Aschersleben im Salzlandkreis in Sachsen-Anhalt. Der Menhir ist sowohl im örtlichen Denkmalverzeichnis von Aschersleben als auch im örtlichen Denkmalverzeichnis von Giersleben als Bodendenkmal eingetragen.

## Lage und Beschreibung
Der Stein befindet sich etwa 4 km nördlich von Aschersleben. Dort steht er heute baumumstanden inmitten eines Windparks. 1945 war er beim Versuch ihn zu beseitigen umgekippt. So fand ihn Waldtraut Schrickel noch in den 1950er Jahren vor. Mittlerweile wurde er wieder aufgerichtet. 5,6 km südlich befindet sich ein weiterer Menhir: die Speckseite.
Der Menhir besteht aus Braunkohlenquarzit. Seine Höhe beträgt 184 cm, die Breite 188 cm und die Tiefe 60 cm. Er hat die Form einer unregelmäßigen Platte und weist an den Breitseiten einige Nägel auf.
Funde aus der Umgebung des Steins stammen aus der Bandkeramik, der Baalberger Kultur, der Bernburger Kultur, der Schnurkeramikkultur, der Glockenbecherkultur, der Aunjetitzer Kultur, der Vollbronzezeit, der La-Tène-Zeit und aus dem Mittelalter.
Der Name „Blaue Gans“ könnte darauf hindeuten, dass der Menhir im Mittelalter als Gerichtsstätte diente, da sich häufig die Bezeichnung „Blaue Steine“ für Gerichtssteine findet.